# Istočno kršćanstvo
Istočno kršćanstvo je pojam, koji obuhvaća Pravoslavnu crkvu, drevnoistočne, istočne katoličke i ostale kršćanske Crkve Istoka.
Često se koristi u paru s terminom zapadno kršćanstvo, kojim se označavaju tradicije kršćanskog Zapada.
Istočno kršćanstvo označava kršćanske tradicije Crkve u: Grčkoj, na Balkanu, u istočnoj Europi, Maloj Aziji, na Bliskom istoku, istočnoj Africi i južnoj Indiji.